# 长江十年禁渔计划
《长江十年禁渔计划》是指中华人民共和国农业农村部于2020年1月发布的一个关于在长江流域禁止捕捞天然渔业资源的计划公告，其宣布从2020年1月1日0时起开始实施，因2019冠状病毒病疫情影响，其实则于公告所规定的最后期限2021年1月1日零时起方才全面实施。

## 背景
长江是亚洲第一大、世界第三大的河流，与黄河一起被誉为中华民族的母亲河，也是世界上水生生物物种最为丰富的淡水水体之一，据统计河中有424种鱼类，特有鱼类有183种。
长江流域也曾每年设置期限三个月的禁渔期，但鱼类繁殖生长速度普遍缓慢，这短暂的禁渔期无法抵消“绝户网”、电鱼、炸鱼、毒鱼等各种毁灭性捕鱼作业以及拦河筑坝、水污染、挖砂采石等严重干扰水域生态系统的高强度人类活动所带来的恶劣影响，这导致长江内的鱼类种群数量和质量都不断缩小，物种多样性减弱，一些珍稀物种（比如白鲟和白暨豚）也因此灭绝。

## 措施
中华人民共和国政府从国家财政计划中拨款92亿元人民币的补助资金，各地落实资金114.6亿元，用于撤渔后渔民的安置。
为了保证渔民退捕后的生活问题，江苏省将长江禁渔写进地方性法规《江苏省渔业管理条例》，并出台了《江苏省国有渔业水域占用补偿暂行办法》。
2020年12月24日至25日，长江“十年禁渔”的长三角地区人大联动监督、协同立法座谈会在上海召开，沪苏浙皖三省一市的人大共同商定，由上海市人大常委会牵头，三省一市的人大在2021年第一季度同步立法促进保障长江流域禁捕。

## 对市场供应的担忧
长江禁渔后，网络上出现了关于是否会导致鱼价上涨的担忧。而后新华网发文说明表示长江渔业资源年均捕捞产量不足10万吨，仅占中国水产品总产量的0.15%，日常食用鱼类多来自于广东、广西一带的人工养殖鱼塘。